# Karl Friedrich (Anhalt-Bernburg)

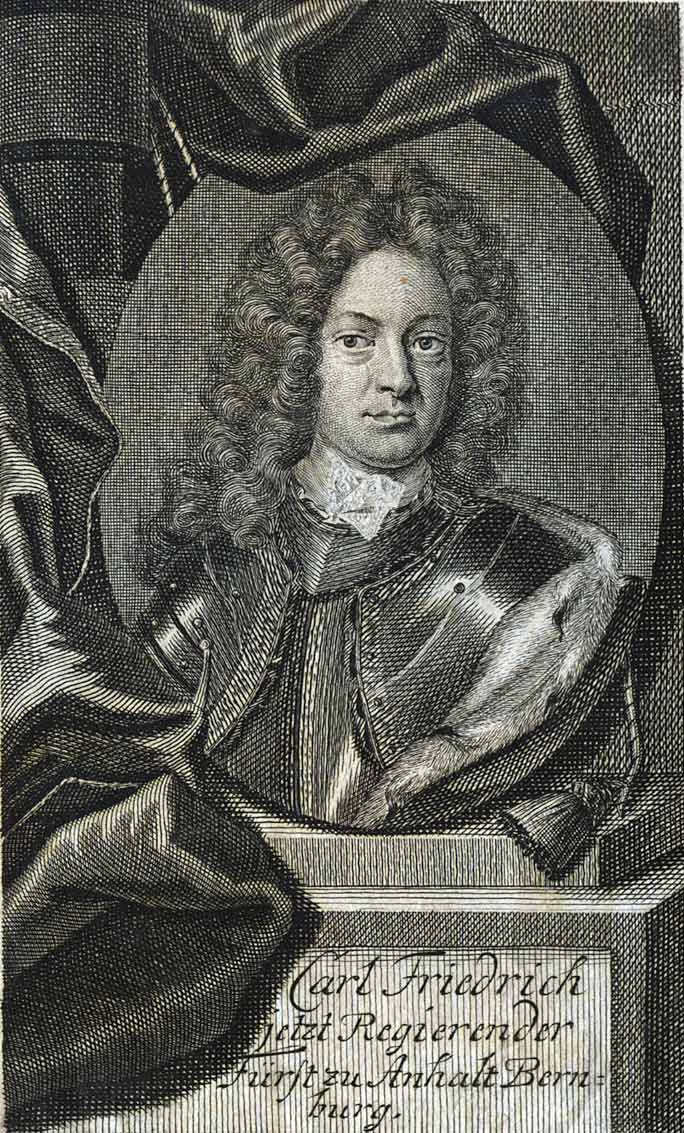
Karl Friedrich

Karl Friedrich Fürst von Anhalt-Bernburg (* 13. Juli 1668 in Bernburg (Saale); † 22. April 1721 in Ballenstedt) aus dem Geschlecht der Askanier war von 1718 bis zu seinem Tod regierender Fürst von Anhalt-Bernburg.

## Leben
Karl Friedrich war der älteste Sohn des Fürsten Victor Amadeus von Anhalt-Bernburg und dessen Gemahlin Pfalzgräfin Elisabeth von Zweibrücken. Er war in erster Ehe verheiratet mit seiner Cousine Sofie Albertine (* 2. Oktober 1672; † 12. Juni 1708), der Tochter von Georg Friedrich Graf zu Solms-Sonnenwalde und der Prinzessin Anna Sofie von Anhalt-Bernburg, Schwester des Fürsten Victor Amadeus von Anhalt-Bernburg.
Nach ihrem Tode heiratete er 1715 in morganatischer Ehe die Kammerjungfer Wilhelmine Charlotte Nüssler, die ihm bereits 1712 einen Sohn geboren hatte. Nachdem sie 1717 einen weiteren Knaben entbunden hatte, wurde sie 1719 zur Reichsgräfin von Ballenstedt erhoben. Die beiden Söhne, die nicht nachfolgeberechtigt waren, wurden legitimiert und erhielten die Titel Grafen von Bährnfeld.

## Nachkommen
Mit seiner Gemahlin Sofie Albertine hatte er 6 Kinder:
- Elisabeth Albertine (1693–1774)

⚭ 1712 Fürst Günther XLIII. von Schwarzburg-Sondershausen (1678–1740)
- Friedrich Wilhelm (1694–1694)
- Charlotte Sophie (1696–1762)

⚭ 1721 Prinz August von Schwarzburg-Sondershausen (1691–1750)
- Auguste Wilhelmine (1697–1767)
- Viktor II. Friedrich (1700–1765), Fürst von Anhalt-Bernburg

⚭ 1. 1724 Prinzessin Luise von Anhalt-Dessau (1709–1732)
⚭ 2. 1733 Prinzessin Albertine von Brandenburg-Schwedt (1712–1750)
⚭ 3. 1750 Konstanze Schmidt, von Baer 1752
- Friederike Henriette (1702–1723)

⚭ 1721 Fürst Leopold von Anhalt-Köthen (1694–1728)